# Анчулский сельсовет
Анчу́лский сельсове́т — сельское поселение в Таштыпском районе Хакасии.
Административный центр — село Анчул.

## Население
| 2002 | 2010 | 2012 | 2013 | 2014 | 2015 | 2016 |
| ---- | ---- | ---- | ---- | ---- | ---- | ---- |
| 887  | ↗931 | ↗932 | ↘926 | ↘877 | ↘863 | ↘852 |
| 2017 | 2018 | 2019 | 2020 | 2021 |      |      |
| ↘827 | ↘796 | ↘784 | ↘765 | ↗825 |      |      |

## Состав сельского поселения
В состав сельского поселения входят 3 населённых пункта:
| № | Населённый пункт | Тип населённого пункта       | Население |
| - | ---------------- | ---------------------------- | --------- |
| 1 | Анчул            | село, административный центр | ↗313      |
| 2 | Верх-Таштып      | посёлок                      | ↗533      |
| 3 | Кызылсук         | деревня                      | ↘85       |

## Образование
В поселении имеются две средней школы.